# Антакальніс
54°45′24″ пн. ш. 25°22′03″ сх. д. / 54.756666666667° пн. ш. 25.3675° сх. д.

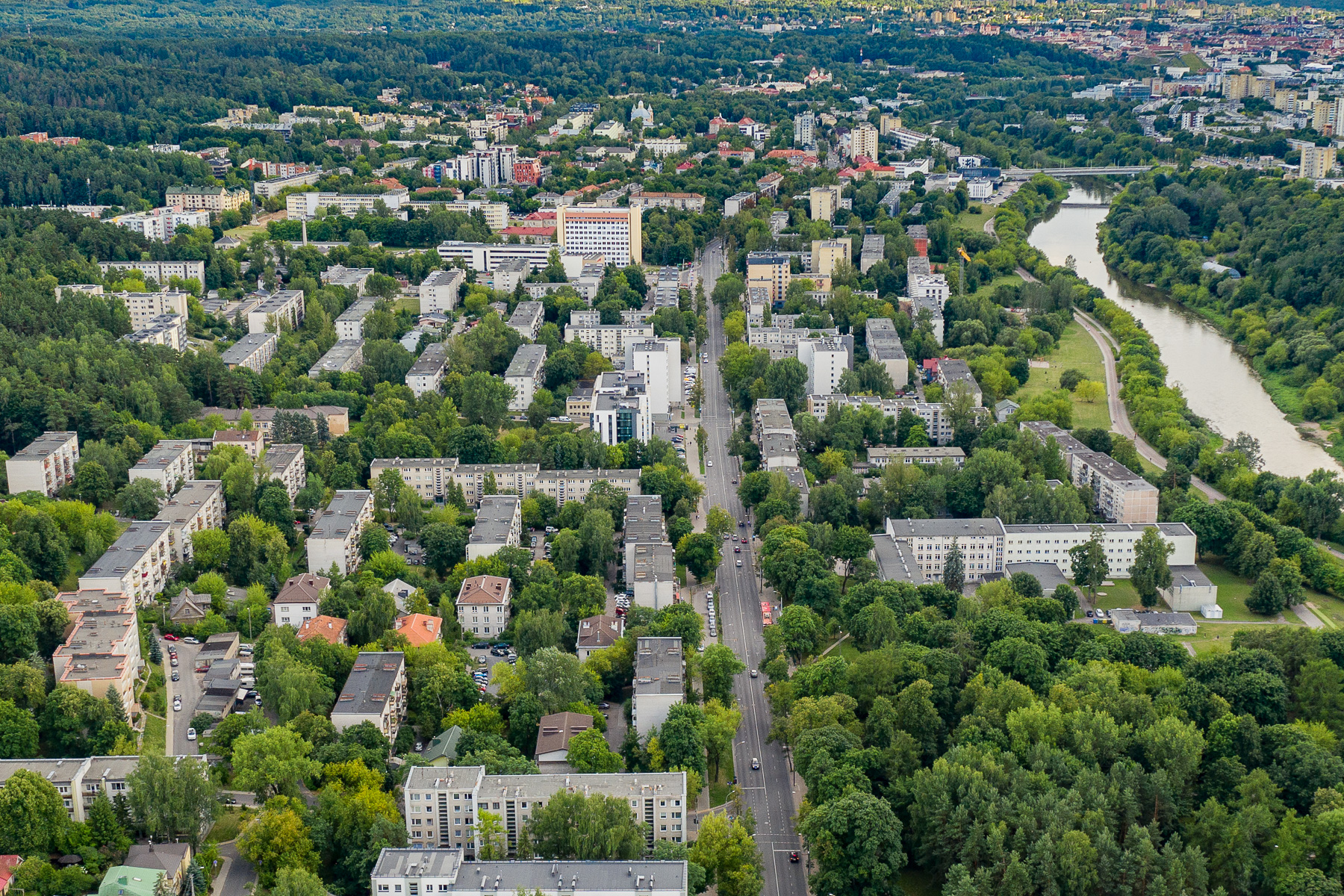

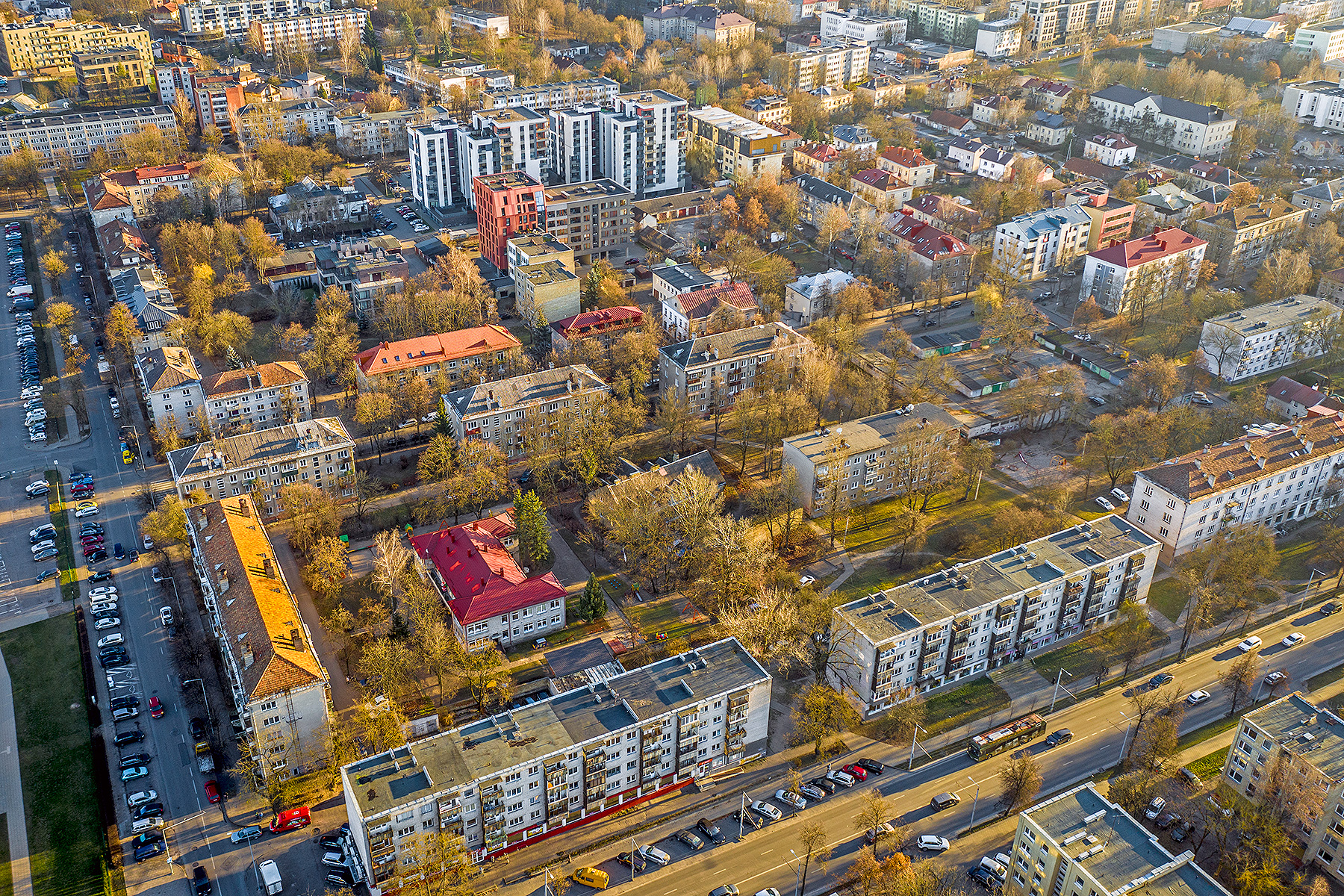

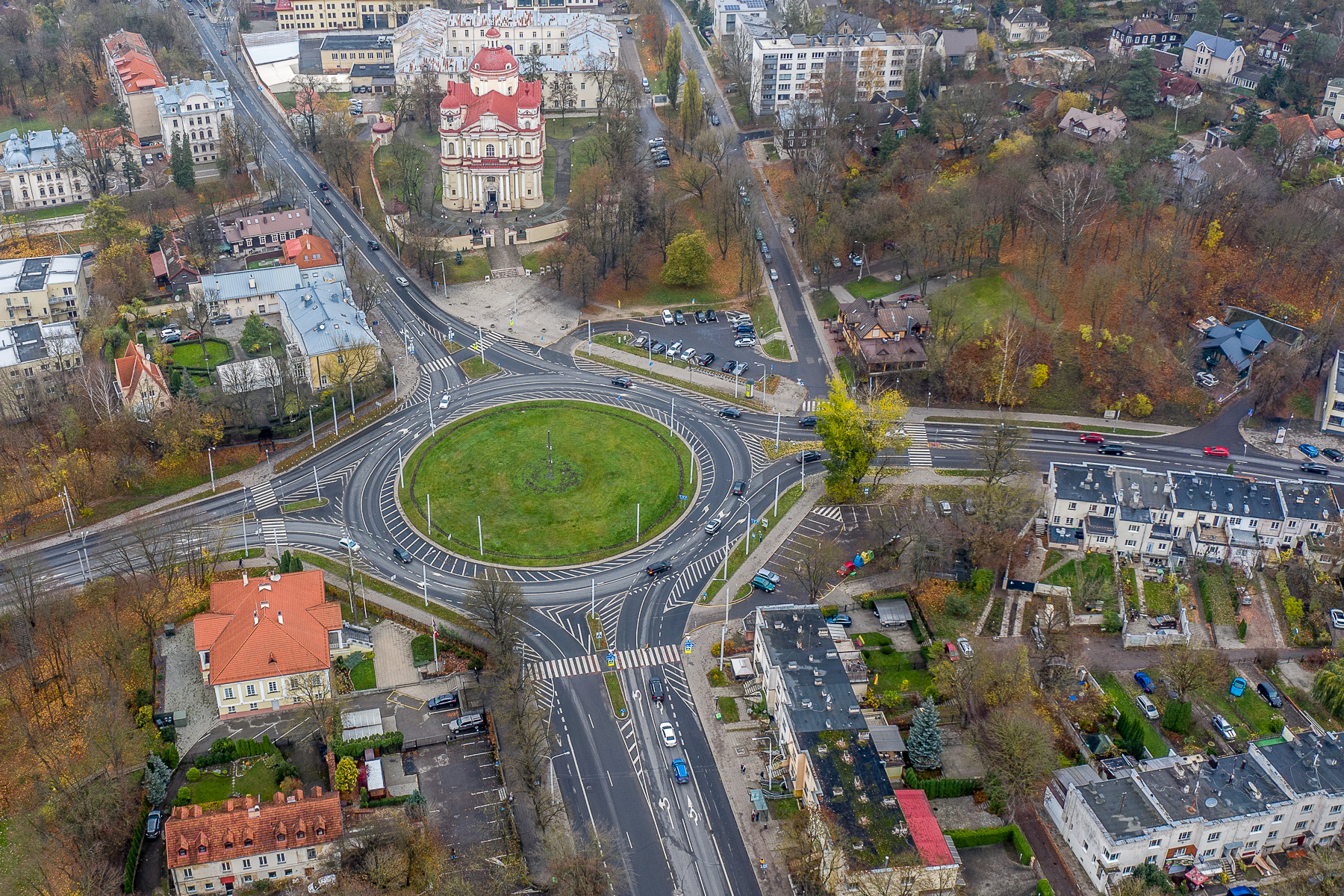

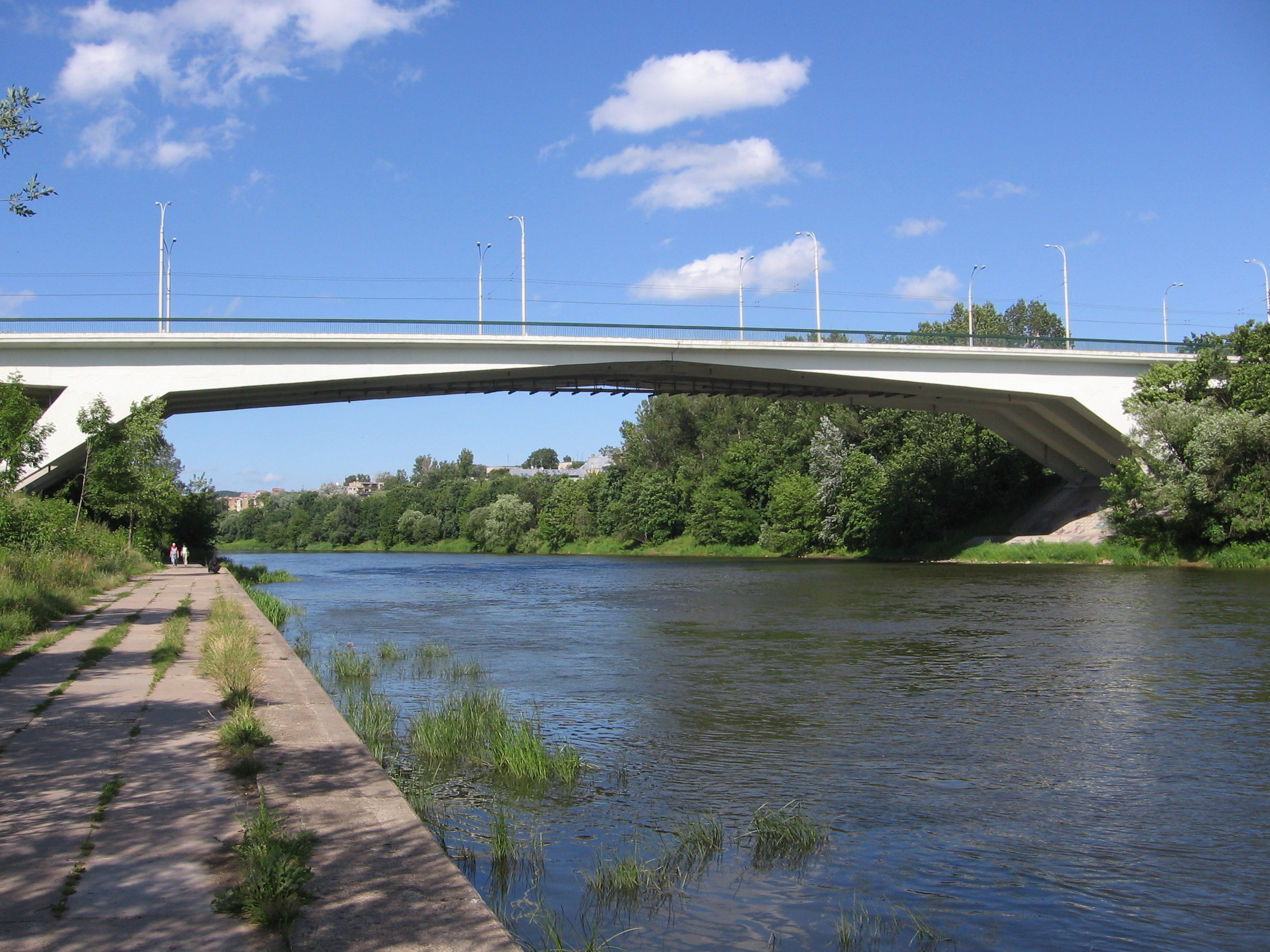
Жирмунський міст

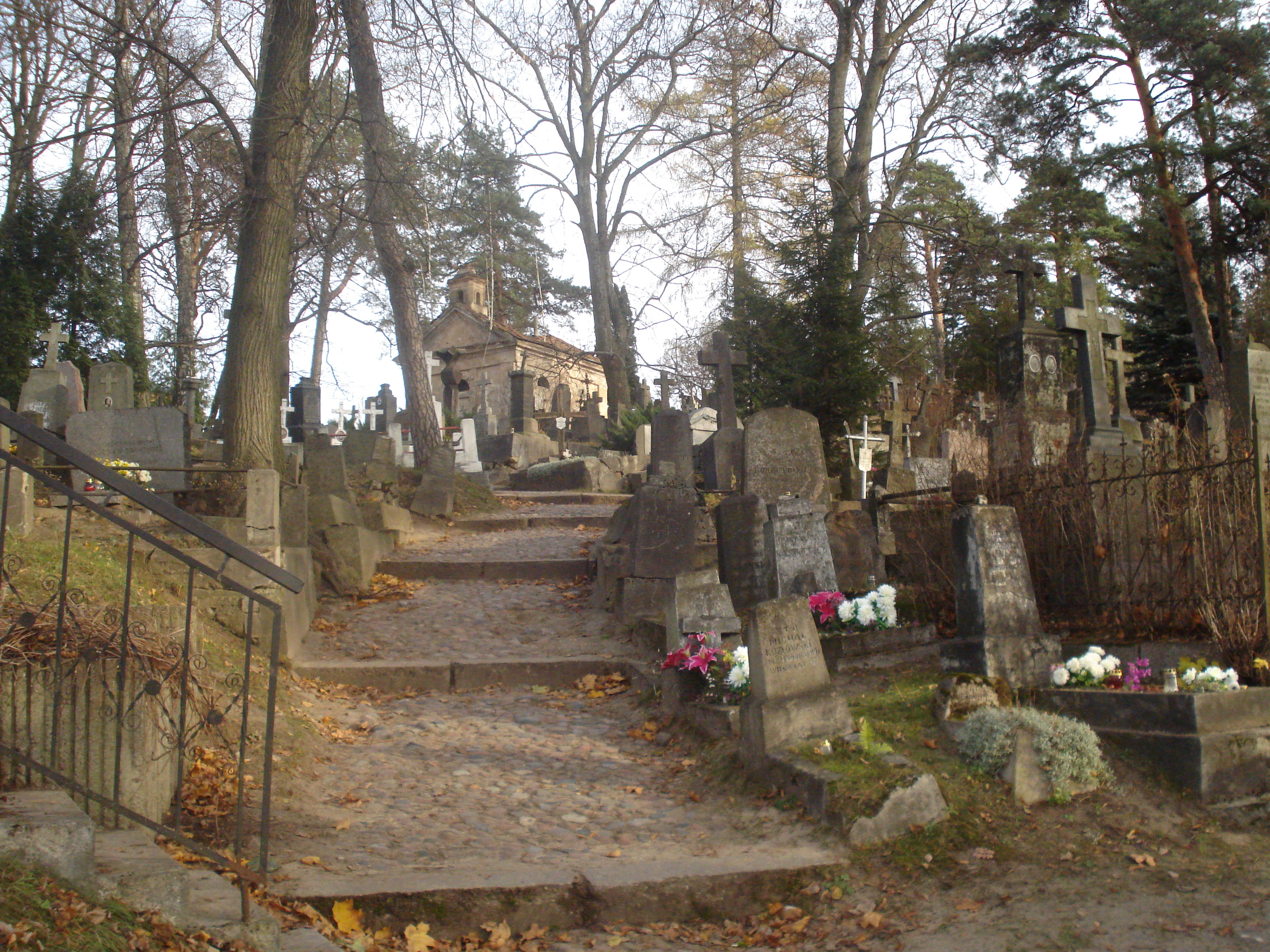
Сонячне кладовище

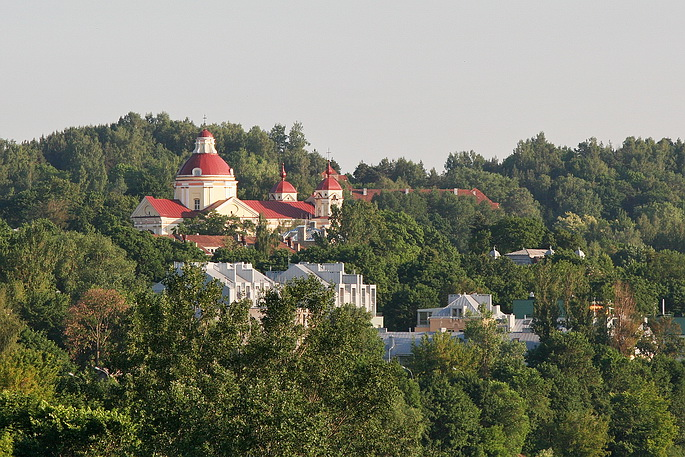
Костел Петра та Павла серед Антокольських пагорбів

Анта́кальніс (Анто́коль, лит. Antakalnis, пол. Antokol) — один із найстаріших районів Вільнюса. Розташований на північний схід від центральної частини міста вздовж лівого берега Вілії (Няріс). На сході район переходить у соснові ліси Сапежинських гір (Сапегіне), на півночі — місце спочинку Валакупяй. Територія входить до складу Антакалmніського староства (Antakalnio seniūnija), другого за величиною у місті (77,2 км², 19, 3 % території Вільнюса).

## Загальна характеристика
Споруджені в 1965 і 1972 роках Жирмунський і Валакампяйський мости з'єднують Антоколе з районом Жірмунай на протилежному березі.
Тут розташовані Національна школа мистецтв імені М. К. Чюрльоніса (в 1994—2001 роках Вільнюська гімназія мистецтв імені М. К. Чюрльоніса), палац Слушків, Інститут литовської мови, Інститут литовської літератури і фольклору у палаці Вілейшісів, Антакальніське кладовище, дві великі поліклініки, шість лікарень, Литовська кіностудія, корпуси деяких факультетів (комунікації, права, фізики, економіки) і обчислювальний центр Вільнюського університету, студентське містечко, Вільнюський технічний університету Гедиміна, Литовська військова академія, три середніх школи, дві спеціальні школи, чотири дитячих будинки, дві бібліотеки, Вільнюська біржа, посольства Ватикану, Великої Британії, Данії, Казахстану, Румунії, Департамент національних меншин та еміграції при Уряді Литовської Республіки та інші установи.
Неподалік від костелу Святих апостолів Петра і Павла в кварталі між вулицями М. К. Пацо, Саулес, Мілдос і Рудянс розміщене одне з найстаріших, проте ще діючих кладовищ — колишнє кладовище Святих Петра і Павла, нині носить назву Саулес («Сонячне», Saulės kapinės). Серед похованих на цьому кладовищі кілька відомих релігійних діячів, діячів мистецтва і культури (наприклад, сімейство Завадських, в тому числі засновник династії віленських видавців та книготорговців Юзеф Завадський), представників таких знатних родів, як князі Огинські.
На Антакальніс розміщені пам'ятники бароко — костел Святих апостолів Петра і Павла та монастир Латеранських каноніків (XVII — XIII століття), костел Спасителя і монастир тринітаріїв (кінець XVII — початок XIII століття), палац Слушків (XVII століття, пізніше в'язниця, політехнікум, нині Литовська академія музики і театру), також зразок архітектури початку XX століття — побудований за проектом Августа Клейна ансамбль палацу Пятраса Вілейшіса (1906 ; нині Інститут литовської літератури і фольклору, з необарочними формами.
Сучасну архітектуру презентують старий комплекс лікувальних установ (+1954; архітектор Лев Казаринський) і новий (1973; архітектори Едуардас Хломаускас і Зігмантас Ляндзбергіс), поліклініка для дорослих (1983, архітектор З. Ляндзбергіс), дитяча поліклініка (1984, архітектор Р. Масільоніте), також Студентське містечко (1968–1989, архітектори З. Даунора, Р. Дічюс, Ю. Юргяльоніс).
За даними перепису населення Литви 2001 року, населення Антакальніс становило 39697 чол.

## Історія
Сліди людських поселень в цій місцині, виявлені археологами, відносяться до далеких епох. Як передмістя Антоколь почав формуватися в XV столітті. Передмістя починалося від гирла Вільні(Віленка, Вільняле) і простягалося вздовж Вілії до костелу Петра і Павла. Частина Антоколя в XVII — XVIII століттях належала вельможним родинам — Сапегам, Пацам, Слушкам, Радзивілам. Магнати цих родин будували тут палаци, розводили сади і парки.

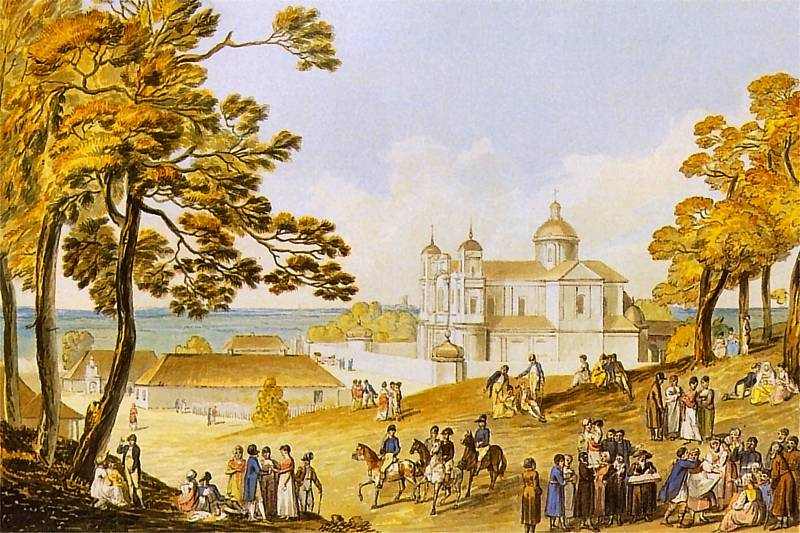
Юзеф Пішка. Антоколь (1895)
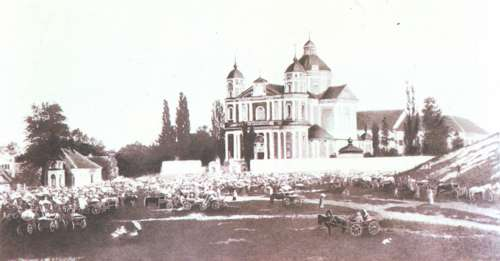
«Фото_Вікентія_Слендзінського_-_Петрівський_ярмарок_в_районі_Антакальніс», 1892 рік
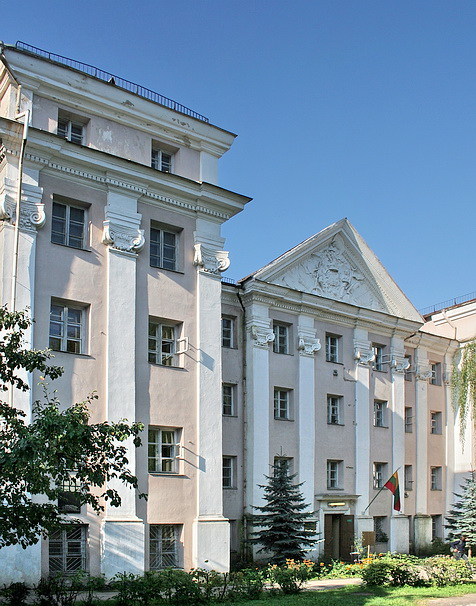
Палац Слушків
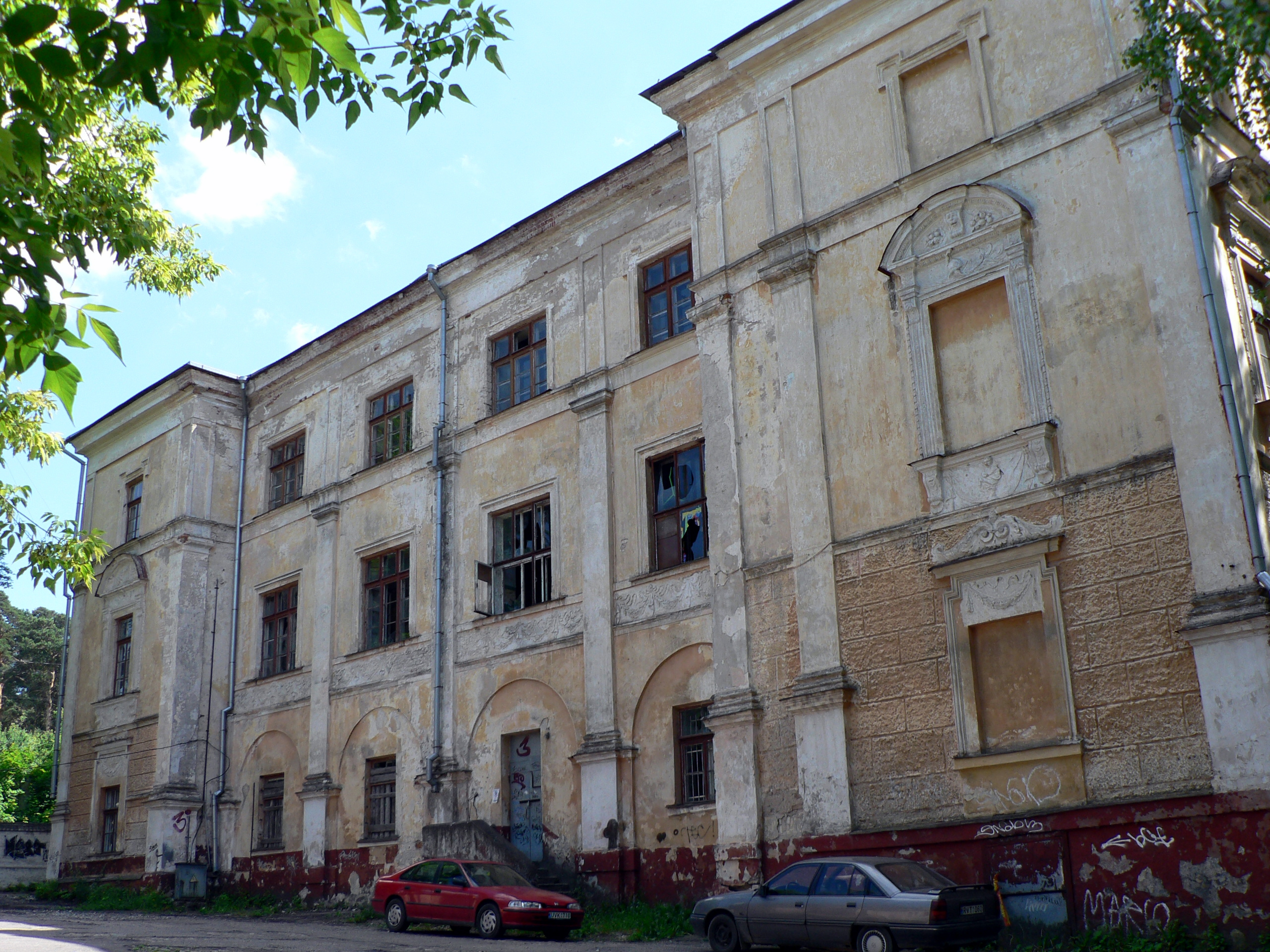
палац Сапіги
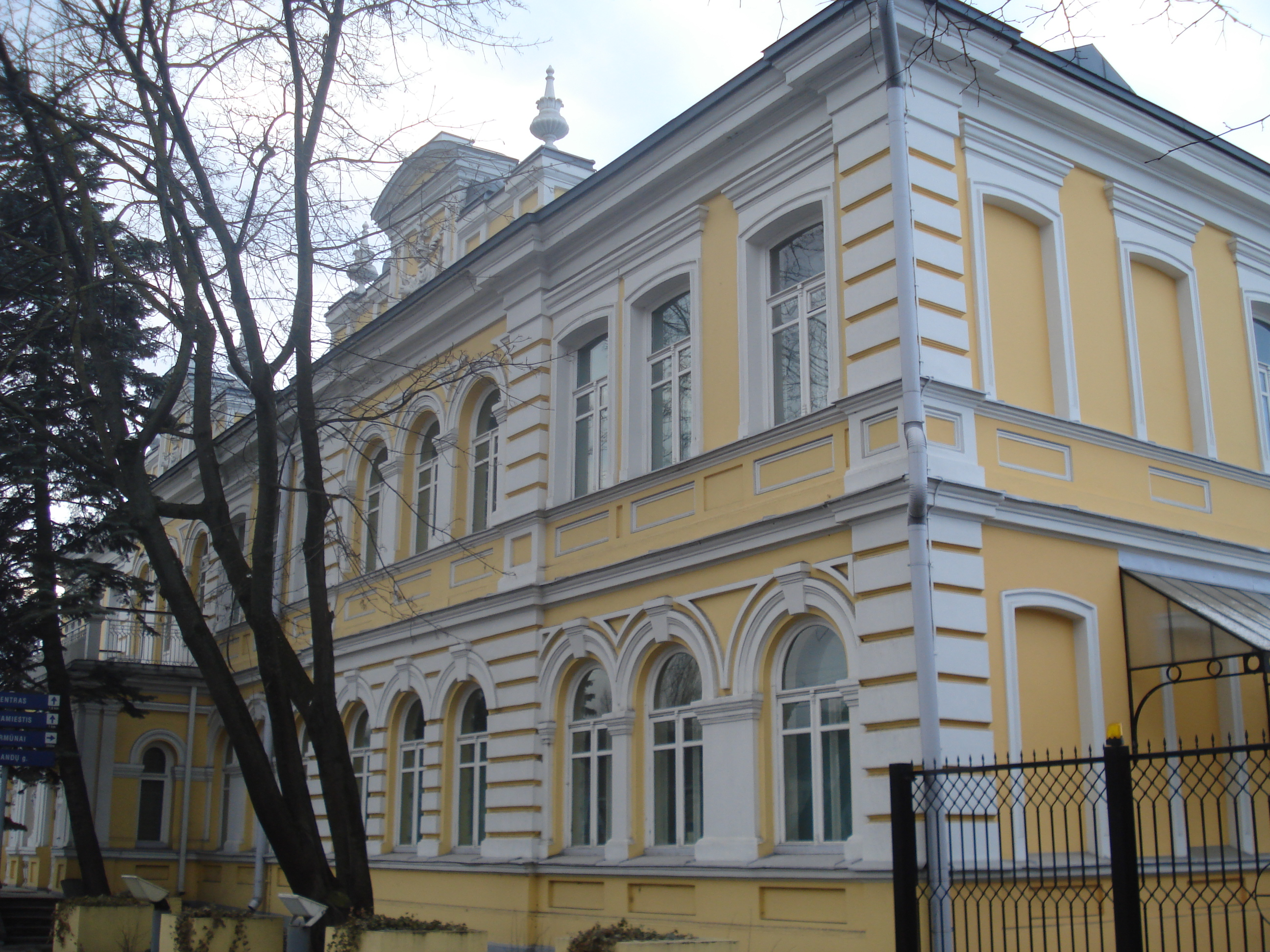
Посольство Великої Британії

Побудований (ще до 1500 року) костел Святих Петра і Павла перебудовувався в 1609 — 1616 роках ; в 1625 році храм був переданий Латеранським канонікам. У 1668 — 1684 році Пац на місці колишнього костелу побудував новий храм. У 1677 — 1682 роках був збудований монастир (закритий в 1864 році). До 1940 року перед костелом проходили ярмарки.
Домінік Михайло Слушко побудував для себе палац на березі Вілії в 1691 — 1694 роках за проектом архітектора Джованні П'єтро Перти. У палаці Слушків з 15 липня до 1 серпня 1705 року зупинявся цар Петро I. Російська влада на початку XIX століття влаштували в палаці в'язницю для політичних злочинців (цитадель № 14). Тут знаходилися в ув'язненні учасники повстань 1831 і 1863 років.
На місці дерев'яного палацу Лева Сапіги гетьман великий литовський Казимир Ян Сапега побудував в 1691 — 1697 роках палац в бароковому стилі. Автором проекту називають архітектора Джованні Баттіста Фредіані або скульптора і архітектора П'єтро Перті, який раніше декорував костел Святих апостолів Петра і Павла та будував палац Слушків. Палацом володіли Сапіги і Коссаковські. У 1809 році в перебудованому палаці було влаштовано військовий шпиталь.
У 1693 році на Антоколі у володіннях Казимира Яна Сапіги облаштувалися монахи тринітарії і при його підтримці збудували костел Спасителя з прилеглим монастирем (1694–1717). У 1864 році костел був переданий до православної церкви Святого Михайла Архангела, в 1919 році храм був повернений католикам; в 1940 році костел був закритий. Монастир був закритий у 1864 році ; в ньому були влаштовані казарми. У 1993 — 1998 році в будівлях монастиря діяла католицька семінарія.
В середині XVIII століття сформувалася вулиця Антакальньо. Міщани спочатку уникали селитися на Антоколі, тому що боялися потрапити в залежність від магнатів і стати їхньою власністю. У 1897 році на Антоколі налічувалося 5700 жителів.
Інженер Пятрас Вілейшіс побудував палац за проектом Августа Клейна, в якому в 1907 році була влаштована перша литовська художня виставка. Тут в 1932 — 1938 роках діяли Литовське наукове товариство і литовська освітня спільнота «Рітас». У 1941 році тут був облашований Інститут литовської мови і літератури; нині у палаці Вілейшіса розміщено Інститут литовської літератури і фольклору.
У 1927 році була побудована технічна школа, за радянських часів політехнікум. У 1945 році побудований Республіканський науково-дослідний інститут туберкульозу (нині Республіканська лікарня туберкульозу та легеневих захворювань). У 1948 році заснована середня школа мистецтв Чюрльоніса, нині Національна гімназія мистецтв імені М. К. Чюрльоніса. У 1953 році побудований Будівельний технікум, в 1 958 — станція переливання крові. У 1957 році засновано Інститут електрографії. Забудова Антоколя житловими масивами методами індустріального будівництва велася з середини 1950-х років, особливо інтенсивно з 1960 року. У 1964 році були побудовані павільйони Литовській кіностудії, неподалік протягом десятиліть споруджувалися будівлі Студентського містечка і університетських навчальних корпусів.